# 1612 en science
| Années de la science : 1609 - 1610 - 1611 - 1612 - 1613 - 1614 - 1615    |
| Décennies de la science : 1580 - 1590 - 1600 - 1610 - 1620 - 1630 - 1640 |

Cet article présente les faits marquants de l'année 1612 en science.

## Événements

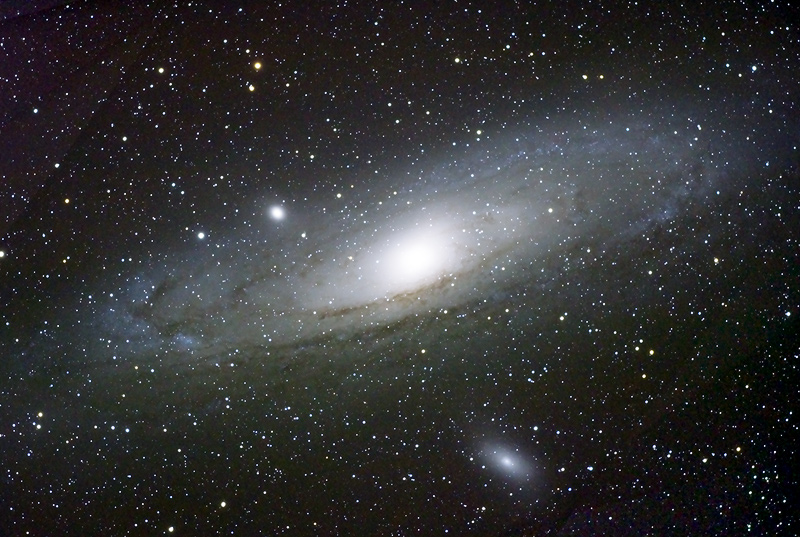
Galaxie d’Andromède.

- Janvier : Turquet de Mayerne décrit les propriétés du calomel dans une lettre[1].
- 19 mai : assèchement du Polder de Beemster aux Pays-Bas[2].
- Mai : Kepler devient mathématicien des États de la Haute-Autriche à Linz[3].
- 15 décembre : la première description de la Galaxie d'Andromède basée sur une observation à la lunette astronomique est donnée par l'astronome allemand Simon Marius[4].
- 28 décembre : les dessins astronomiques de Galilée montrent qu'il a observé Neptune alors qu'il regardait Jupiter[5].

- Le médecin padouan Santorio Santorio adapte le thermoscope  pour suivre l'évolution de la fièvre de ses patients[6].

## Publications
- Alexander Anderson : Supplementum Apollonii Redivivi sive analysis problematis bactenus desiderati ad Apollonii Pergaei doctrinam a Marino Ghetaldo Patritio Regusino hujusque non ita pridem institutam, Paris, 1642, in-quarto ; sur  Google books ;
- Claude-Gaspard Bachet de Méziriac : Problèmes plaisans et délectables, qui se font par les nombres, partie recueillis de divers autheurs, et inventez de nouveau, avec leur démonstration, par Claude Gaspar Bachet, Sr. de Méziriac. Très utiles pour toutes sortes de personnes curieuses qui se servent d'arithmétique, 1612, Texte en ligne ou sur Gallica ;
- Marin Ghetaldi : (la) Supplementum Apollonii Galli, 1612. Supplément au livre de François Viète consacré au tracé d'un cercle tangent à trois cercles donnés ;
- Christopher Grienberger :
  - Catalogus veteres affixarum longitudines ac latitudines conferens cum novis stellis, Rome,  1612,
  - Nova imaginum caelestium prospectiva, Rome, 1612,
- Christoph Scheiner :
  - Tres epistolae de maculis solaribus, Augsbourg, 1612, IMSS Digital Library,
  - De Maculis solaribus et stellis circa Jovis errantibus accuratior Disquisitio, Augsbourg, 1612, IMSS Digital Library.

## Naissances
- 6 février : Antoine Arnauld (mort en 1694), prêtre, théologien, philosophe et mathématicien français.
- 23 juin : André Tacquet (mort en 1660), prêtre jésuite et mathématicien brabançon.
- 2 juillet : William Gascoigne (mort en 1644), astronome, mathématicien et inventeur d'instruments scientifiques, dont le micromètre.

## Décès

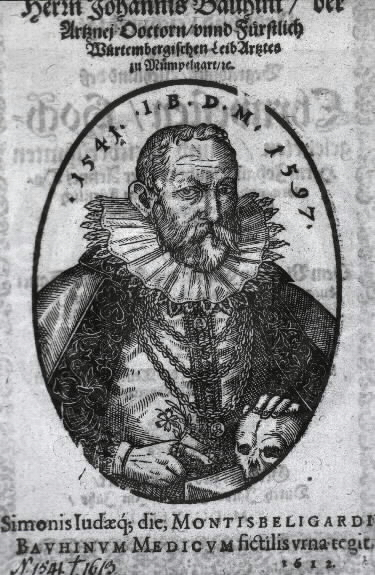
Jean Bauhin

- 2 février : Christopher Clavius (né en 1538), mathématicien, astronome et jésuite allemand.
- 12 février : Jodocus Hondius (né en 1563), cartographe flamand.
- 26 octobre : Jean Bauhin (né en 1541),  naturaliste d'origine française.